# Ramón Puerta
Federico Ramón Puerta (Apóstoles, Argentina, 9 de setembro de 1951) é um político argentino.
Foi governador da província de Misiones entre 1991 e 1999.
Devido à renúncia do vice-presidente Carlos Álvares, em 2000, assumiu interinamente a chefia do Poder Executivo argentino na ocasião da renúncia de Fernando de la Rúa, em 21 de dezembro de 2001, já que ocupava o cargo de presidente provisório do Senado. Ramón Puerta permaneceu apenas dois dias no poder, devido ao artigo 88 da Constituição Argentina: ele deveria convocar a Assembleia Legislativa em 48 horas para que esta elegesse um funcionário público para o exercício do cargo.